# Rod Fanni
Rod Fanni (Martigues, 6 december 1981) is een Franse voetballer (verdediger) die sinds 2011 voor de Franse eersteklasser Olympique Marseille uitkomt. Voordien speelde hij onder andere voor RC Lens, OGC Nice en Stade Rennais.
Fanni speelde sinds 2008 reeds vijf interlands voor de Franse nationale ploeg. Hij maakte zijn debuut op 14 oktober 2008 in een wedstrijd tegen Tunesië (3-1 winst).

## Carrière
- 1999-2000: FC Martigues (jeugd)
- 2000-2002: FC Martigues
- 2002-2005: RC Lens
  - 2004-2005: LB Châteauroux (op huurbasis)
- 2005-2007: OGC Nice
- 2007-jan. 2011 : Stade Rennais
- jan.2011-... : Olympique Marseille